# Facedown (EP)
《Facedown》은 잉글랜드의 록 밴드 The 1975의 첫 익스텐디드 플레이(EP)로, 2012년 8월 6일 더디 히트를 통하여 발매하였다. 이 EP는 밴드가 동명의 첫 정규 음반을 발매하기 전에 낸 4개의 EP 중 첫 번째로, EP에 수록된 4곡은 모두 흑백의 뮤직 비디오가 존재한다. 음반 발매 후 3일 뒤에 낸 리드 싱글 〈The City〉와 〈Woman〉은 공연 영상이 뮤직 비디오로 사용되었으며, 〈Facedown〉과 〈Antichrist〉는 별도의 영상이 존재한다. 모든 뮤직 비디오는 제임스 부스가 감독하였다.

## 녹음
EP는 2012년 8월 영국의 라디오에 에어플레이로 발매된 리드 싱글 〈The City〉가 발매되기 3일 전에 발매되었다.
2013년 5월 19일, 〈The City〉의 재녹음 버전이 밴드의 네 번째 EP 〈IV〉에 수록되었다. 이 때는 영국 싱글 차트에 3위, 스코틀랜드 싱글 차트에 27위까지 올라갔다.

## 스타일
EP의 사운드는 리버브를 흠뻑 적신 기타와 비음이 섞여 감정을 자극하는 보컬이라고 소개되었다. BBC 라디오 1의 휴 스티븐스는 밴드 매니저인 제이미 오본이 싱글을 "토킹 헤즈가 M83을 만난 사운드"라고 표현하였다고 말하였다.

## 트랙 리스트
전체 작사: 매튜 힐리. 전체 작곡: The 1975
| #            | 제목           | 재생 시간 |
| ------------ | -------------- | --------- |
| 1.           | 〈Facedown〉   | 2:49      |
| 2.           | 〈The City〉   | 3:41      |
| 3.           | 〈Antichrist〉 | 4:43      |
| 4.           | 〈Woman〉      | 3:02      |
| 총 재생 시간 | 총 재생 시간   | 14:13     |